# Actias australovietnama
Actias australovietnama is een vlinder uit de onderfamilie Saturniinae van de familie nachtpauwogen (Saturniidae). De wetenschappelijke naam van de soort is voor het eerst geldig gepubliceerd door Ronald Brechlin in 2000.

## Type
- holotype: "male, 10-25.VIII.1996. leg. Sinjaev & Afonin"
- instituut: MWM München, Duitsland, later overgebracht naar ZSM, München, Duitsland
- typelocatie: "Vietnam, Plato Tay Nguyen, Mt. Ngoc Linh, 15°02'N, 107°59E, 900-1400 m"